# Gateball

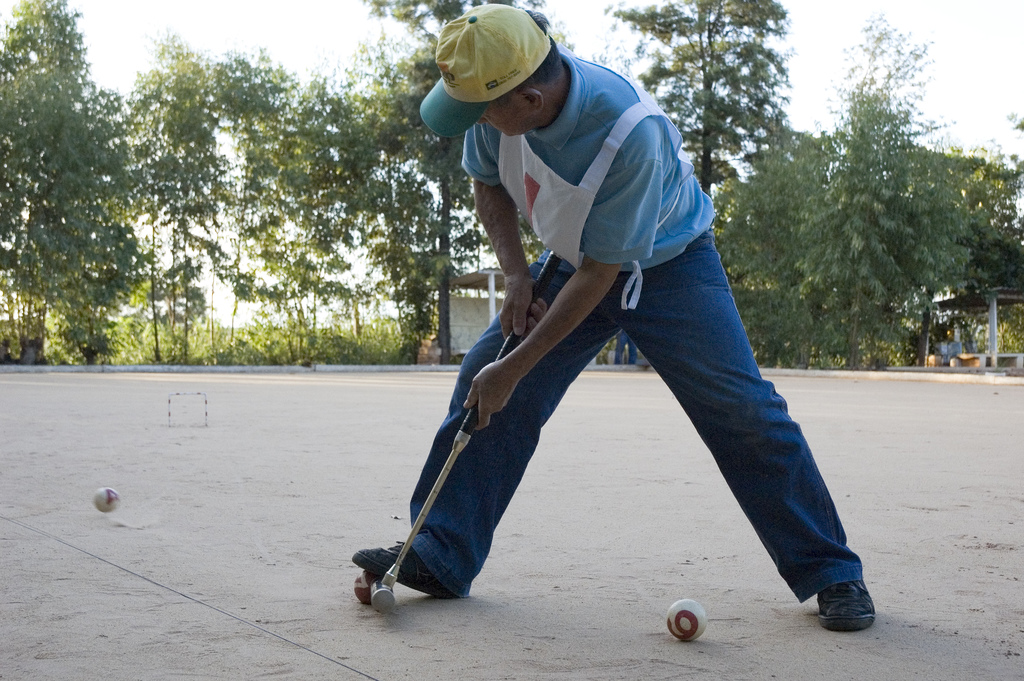
Jogador de gateball em ação

Gateball (ゲートボール, Gētobōru) é um esporte coletivo de taco, similar ao croquet.

## História
O gateball foi criado em 1947 no Japão por Eiji Suzuki. Suzuki tinha esse jogo originalmente concebido para crianças acima de tudo, mas os idosos estão entusiasmados com Gateball, porque esse esporte pode ser praticado mesmo em idade avançada, enquanto que a aptidão física é melhor se desenvolveu; contudo, fácil de aprender e não muito exigente fisicamente, ele está lentamente se tornando um esporte de gerações.

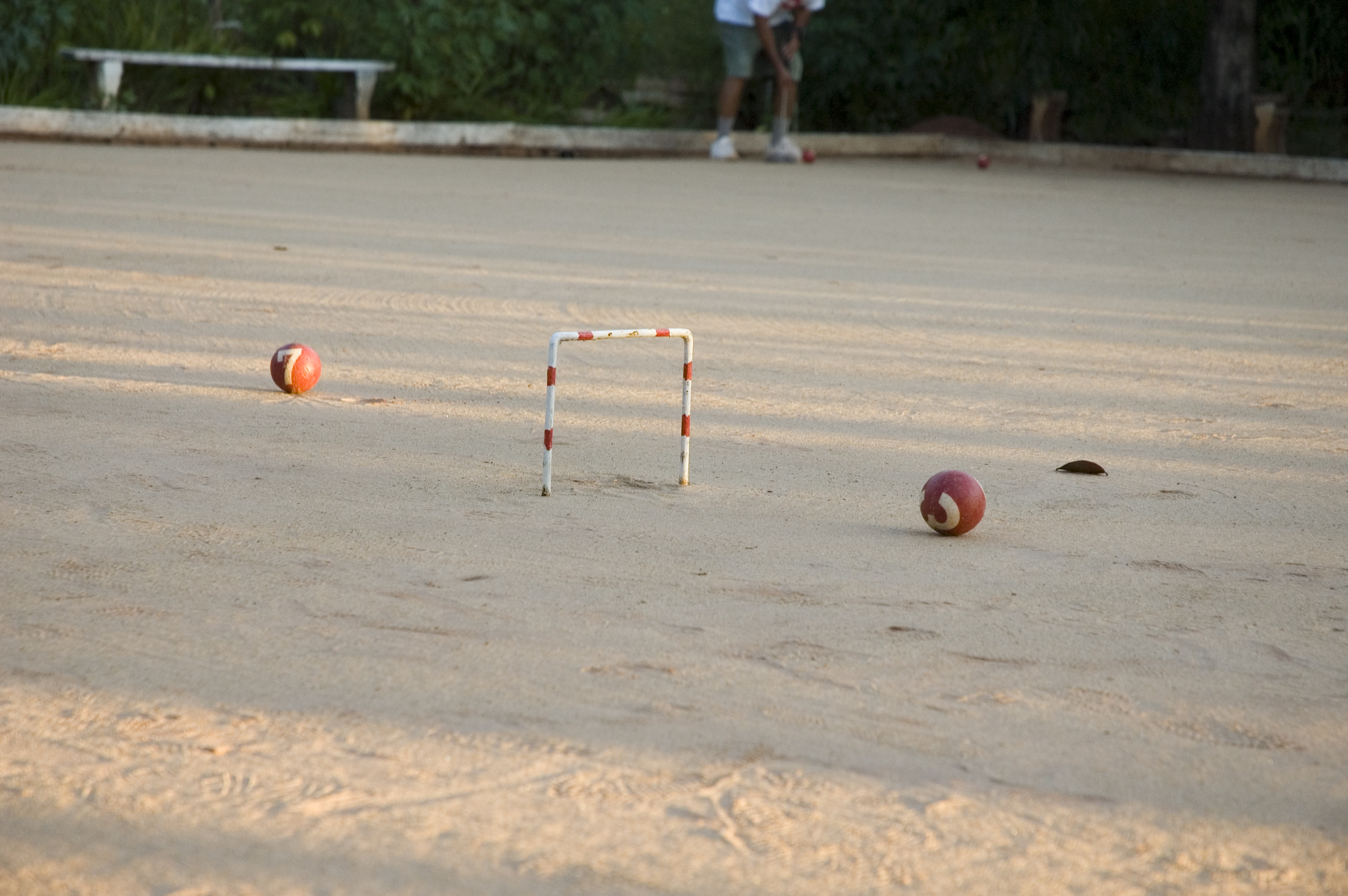
Quadra de gateball duas bolas e um arco

Em 1984, a Japan Gateball Union foi estabelecida. No ano seguinte, Japão, Coreia do Sul, Brasil, Taiwan, e os Estados Unidos formaram a World Gateball Union (WGU) . Existem atualmente 15 afiliados membros do WGU: Austrália, Argentina, Bolívia, Brasil, Canadá, China, Singapura, Coreia do Sul, Estados Unidos, Indonésia, Japão, Paraguai, Peru, Taiwan e Uruguai.
Em 1987 foi criada a South American Gateball Union inicialmente com Argentina, Bolívia, Brasil, Paraguai, e Peru.
Em 1991 foi criada a Asia Gateball Union com Japão, China, Coreia do Sul, e Taiwan.
Gateball é bem aceito, não só para os idosos, mas também é adequado para pessoas com deficiência. Por exemplo, a Gateball Association of Chinese Taipei, em Taiwan, em 2004, existiam cerca de 200.000 jogadores de gateball, hoje, com uma idade média de 60 anos. Existem 5.000 equipes e cerca de 8.000 árbitros. Em adição, existiam 2004, em Taipei, cerca de 60 equipes de pessoas com deficiência, que jogaram como o Gateball cadeira de rodas.
Em todo mundo o gateball hoje é jogado em todo o mundo por mais de 8 milhões de habitantes, dos quais 6 milhões só no Japão.

## Regras
O gateball é jogado em uma quadra retangular de 20 a 25m de comprimento e 15 a 20 metros de largura. Cada quadra tem três gates e um goal pole. É jogado por dois times, vermelho e branco, de cinco jogadores. Os jogadores tem bolas numeradas correspondentes com suas ordem de jogo. A bolas são vermelhas ímpares e as brancas são pares. Os times marcam um ponto por bola rebatida com o stick (taco) que atravesse um gate (arco) e dois pontos por atingir o goal pole (pino central). Um jogo de gateball tem duração de 30 minutos.

### Vocabulário
Agari - conclusão da participação de uma bola na partida 

Dasha - batedor

Fukushin – árbitro auxiliar

Hansoku – falta, infração

Jikyû – bola própria

Kantoku - técnico

Kiroku Hyô – folha de registro

Kirokuin - anotador

Shushin – árbitro principal

Shushô - capitão

Taiki area – área de espera

Takyû – bola de outros jogadores

Tsûka – passagem da bola pelo gate

## Ligações externos
- World Gateball Union (em japonês) (em inglês)
- Rules of Gateball (em inglês)
- Gateball Australia (em inglês)
- Gateball China
- Gateball Hong Kong
- Gateball Brasil (em português)
- Gateball Germany (em alemão)